# 关心则乱
关心则乱，本名郑怡（1980年—），中国网络小說女作家，从2009年开始在晋江文学城连载小说。2020年9月24日当选首任浙江省舟山网络作协主席。作有《知否知否？应是绿肥红瘦》《星汉灿烂》。患懼高症。

## 小说作品
| 發文年份 | 書名                         | 備註                                 |
| 2009年   | 《格林童話》                 |                                      |
| 2010年   | 《知否？知否？應是綠肥紅瘦》 | 出版：湖南人民出版社、中國華僑出版社 |
| 2018年   | 《星漢燦爛，幸甚至哉》       |                                      |
| 2021年   | 《江湖夜雨十年燈》           |                                      |

## 影視化作品
| 播出年份 | 影視作品                 | 劇集主演       | 擔任角色 | 備註                                                                 |
| 2018年   | 知否？知否？應是綠肥紅瘦 | 趙麗穎、馮紹峰 | 原創编剧 | 未參與影視化編劇，僅是該劇原著《知否？知否？應是綠肥紅瘦》的小說編劇 |
| 2022年   | 星漢燦爛·月升滄海        | 吳磊、趙露思   | 原創编剧 | 未參與影視化編劇，僅是該劇原著《星漢燦爛，幸甚至哉》的小說編劇       |

## 獲獎紀錄
- 2020年，憑藉《知否？知否？應是綠肥紅瘦》，入圍“2019年度中國網絡文學排行榜”之“中國網絡文學IP影響排行榜”。
- 2020年，第二屆泛華文網絡文學“金鍵盤”獎影視改編類獲獎作品。[5]
- 2021年，憑藉《知否?知否?應是綠肥紅瘦》，入選国家新闻出版广电总局“優秀網絡文學原創作品”推介榜單。[6]